# Hrabstwo Wilbarger

Piramida wieku hrabstwa

Hrabstwo Wilbarger – hrabstwo w północnym Teksasie, przy granicy z Oklahomą. Utworzone w 1858 r. Siedzibą hrabstwa jest miasteczko Vernon, które skupia ponad trzy czwarte mieszkańców hrabstwa. Hrabstwo osuszane jest przez rzeki Red River i jej dopływ Pease River. Powierzchnie wodne zajmują 18 km² (0,7%) powierzchni hrabstwa.

## Gospodarka
64% areału gospodarstw zajmują pastwiska, 34% uprawy i 1% to obszary leśne. 
- uprawa bawełny, pszenicy, sezamu, guar i rzepaku[2][3]
- jedna trzecia mieszkańców pracuje w usługach zdrowotnych (25,9%) lub edukacyjnych (7%)[4]
- wydobycie ropy naftowej[5]
- hodowla bydła i koni[2]
- produkcja siana i przemysł mleczarski[2][3].

## Sąsiednie hrabstwa
- Hrabstwo Tillman, Oklahoma (północ)
- Hrabstwo Wichita (wschód)
- Hrabstwo Baylor (południe)
- Hrabstwo Foard (zachód)
- Hrabstwo Hardeman (zachód)
- Hrabstwo Jackson, Oklahoma (północny zachód)

## Demografia
W latach 2000–2020 populacja hrabstwa skurczyła się o 12,2%. Mieszkańcy deklarują głównie pochodzenie meksykańskie (25,8%), mieszane (16,9%), niemieckie (10,8%), angielskie (9,1%), „amerykańskie” (6,6%), irlandzkie (6,5%) i afroamerykańskie (6,2%).

## Religia
Zdecydowana większość mieszkańców to baptyści i ewangelikalni protestanci (około 70% deklaruje członkostwo).